# Kostel Všech svatých (Dlouhomilov)
Kostel Všech svatých v Dlouhomilově je barokní stavbou z 18. století. V roce 1964 byl zapsán mezi kulturní památky.

## Historie
Kostel byl vystavěn v roce 1768 zřejmě na středověkých základech (loď a závěr). V roce 1832 byly přistavěny boční kaple a sakristie s oratořemi, předsíň s věží, zároveň bylo prodlouženo kněžiště a rozšířena okna. V roce 2006 byla dokončena celková rekonstrukce kostela.

## Popis stavby

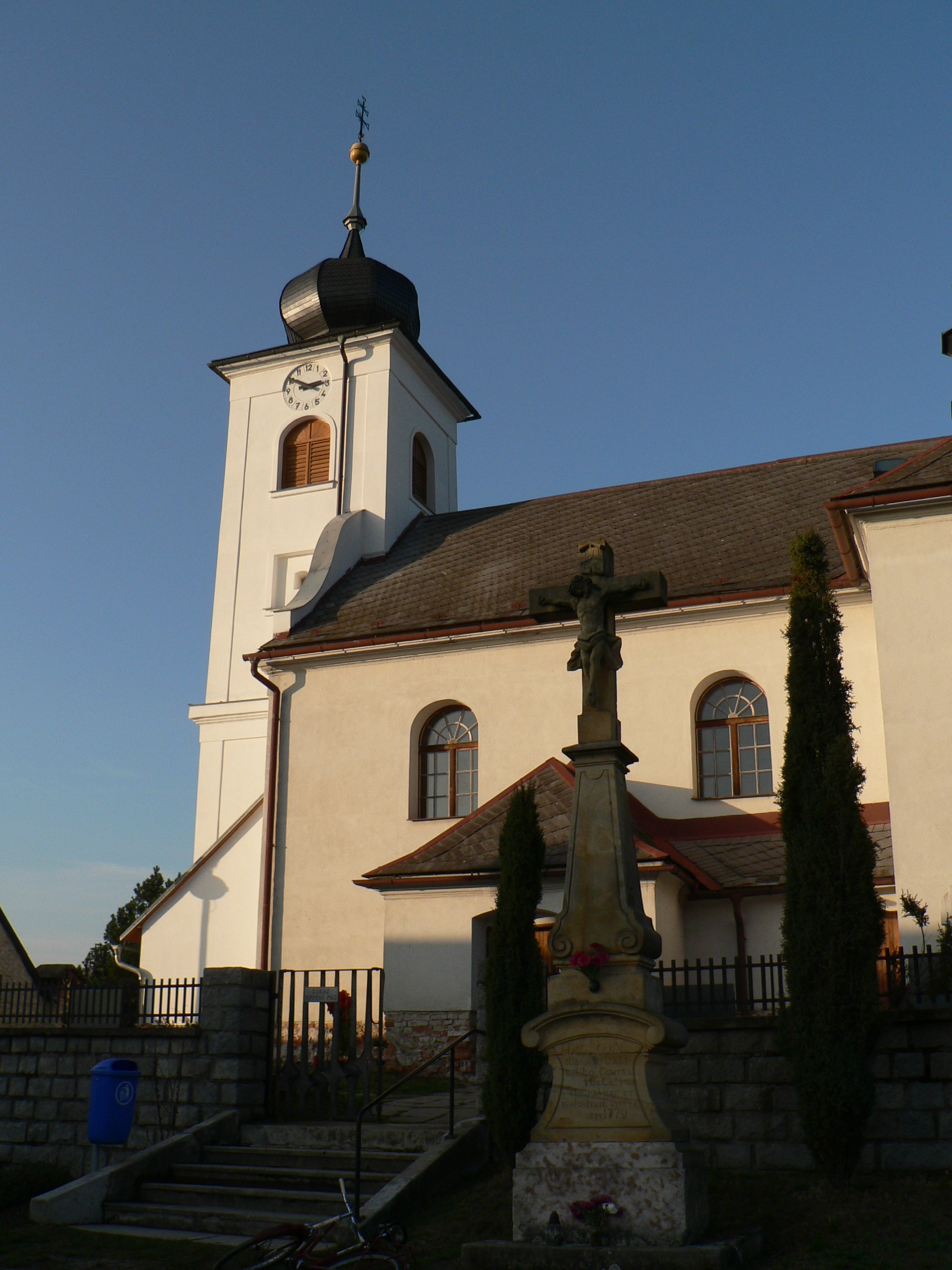
Vstup do areálu kostela s klasicistním křížem a předsíní

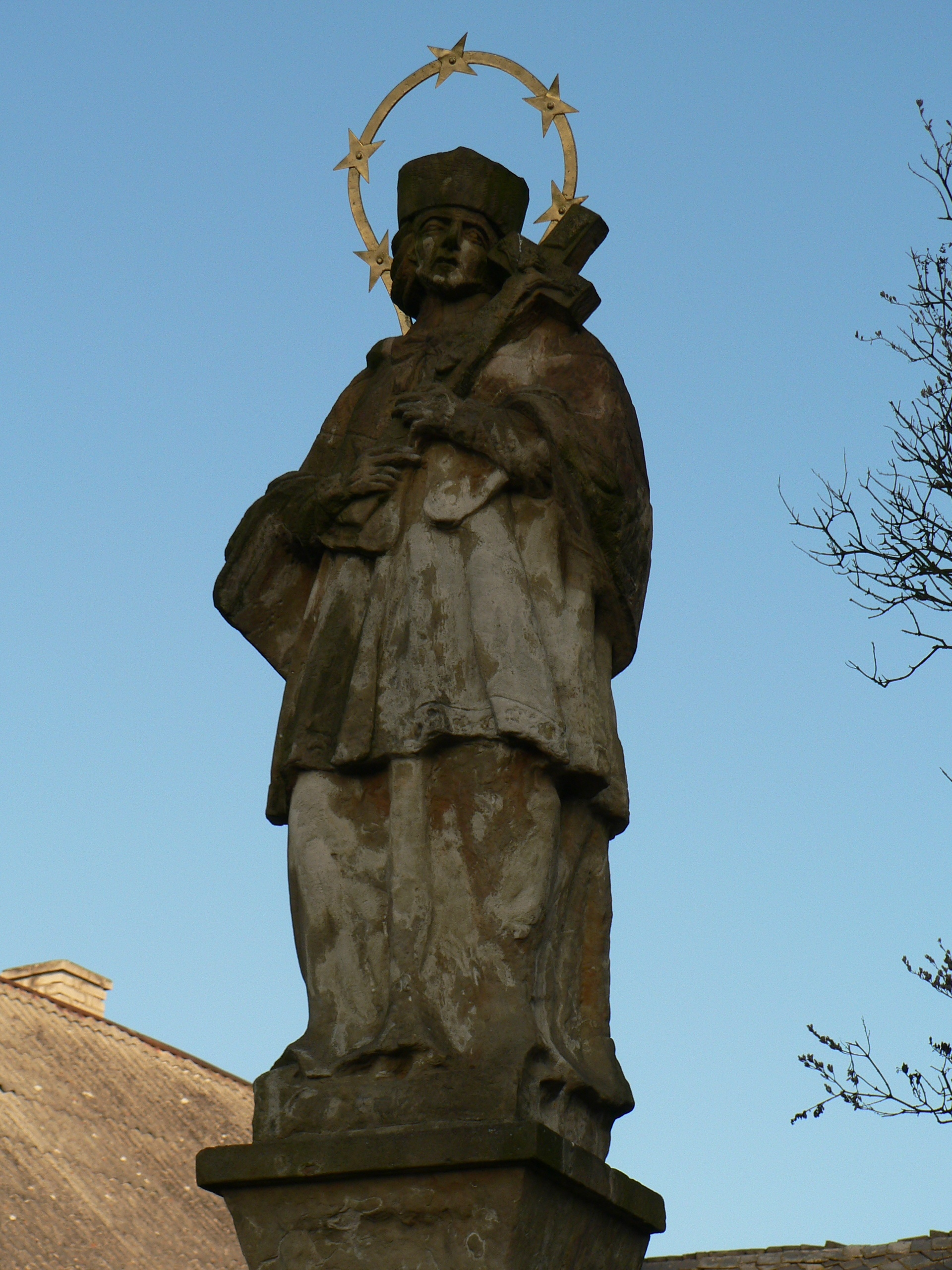
Empírová socha Jana Nepomuckého

Orientovaný jednolodní kostel s odsazeným starým kněžištěm čtvercového půdorysu, k němuž po stranách přiléhají čtyřboká sakristie a kaple s oratořemi v patře. Na východě pokračuje kněžiště jedním klenebním polem a trojbokým závěrem. Ke krátké lodi přiléhá na západě hranolová věž, na jihu čtyřboká předsíň. V hladké fasádě jsou okna s půlkruhovými záklenky. Do kostela se vstupuje podvěžím zaklenutým valeně s výsečemi, z jihu vede vchod chráněný předsíní.

### Interiér
Kněžiště je zaklenuto valeně s výsečemi mezi pasy a lunetovým závěrem. Kaple, sakristie a podvěží jsou zaklenuty valeně s výsečemi, oratoře a loď jsou plochostropé. Vítězný oblouk chybí. V západní části lodi je novodobá kruchta.

## Areál kostela
V areálu kostela se nachází klasicistní kříž z roku 1779 (připomínající výročí první vítězné bitvy nad Turky u Vídně v r. 1529) a empírová socha Jana Nepomuckého z roku 1839.